# Vallorcine
Vallorcine – Bärental en alémanique – est une commune française située dans le département de la Haute-Savoie, en région Auvergne-Rhône-Alpes.
Ses habitants sont appelés les Vallorcins.

## Géographie

### Situation
Vallorcine est un petit village de montagne haut savoyard, implanté à la frontière franco-suisse, à 15 km au nord-est du centre-ville de Chamonix. Il bénéficie à la fois de l'attraction touristique du site du Mont Blanc (troisième site naturel le plus visité au monde), de sa situation frontalière et de l'attrait des lacs de barrage d'Émosson et du Vieux-Émosson

#### Localisation
La commune de Vallorcine englobe toute la haute vallée de l'Eau Noire jusqu'à la frontière avec le canton suisse du Valais. Elle est située au nord du col des Montets  qui la sépare de la vallée de Chamonix. Quoique situé au-delà de la ligne de partage des eaux Arve-Eau Noire, le village est en France.
Les communes limitrophes sont  Chamonix-Mont-Blanc, Passy et Sixt-Fer-à-Cheval.

### Hydrographie
Le territoire communal de Vallorcine est drainé par l'Eau Noire, affluent du Trient qui rejoint le Rhône dans le canton suisse du Valais à Martigny. L'hydrographie naturelle a toutefois été modifiée par un ensemble de barrages  (Émosson, Vieux-Émosson, et de réservoirs (Les Esserts) qui alimentent deux grosses centrales hydroélectriques, l'une en France, Châtelard-Vallorcine, à 1120m, la seconde, La Bathiaz, à 540 m sur la commune de Martigny.

### Climat
Le climat y est de type montagnard. Les températures moyennes mensuelles y varient de - 9.5° en janvier à 10.4° en juillet; le total annuel des précipitations est de 1580 mm, soit un peu moins qu'à Chamonix (1878 mm), davantage exposée aux précipitations d'Ouest. La commune est toutefois caractérisée par une humidité marquée, avec des précipitations neigeuses abondantes en décembre et janvier, et des pluies nombreuses de mai à août. La fin de l'été et le début de l’automne, en septembre et octobre, sont relativement plus secs.  L'orientation de la vallée de l'Eau Noire réduisent l'ensoleillement du village en décembre et janvier.

### Voies de communication et transports

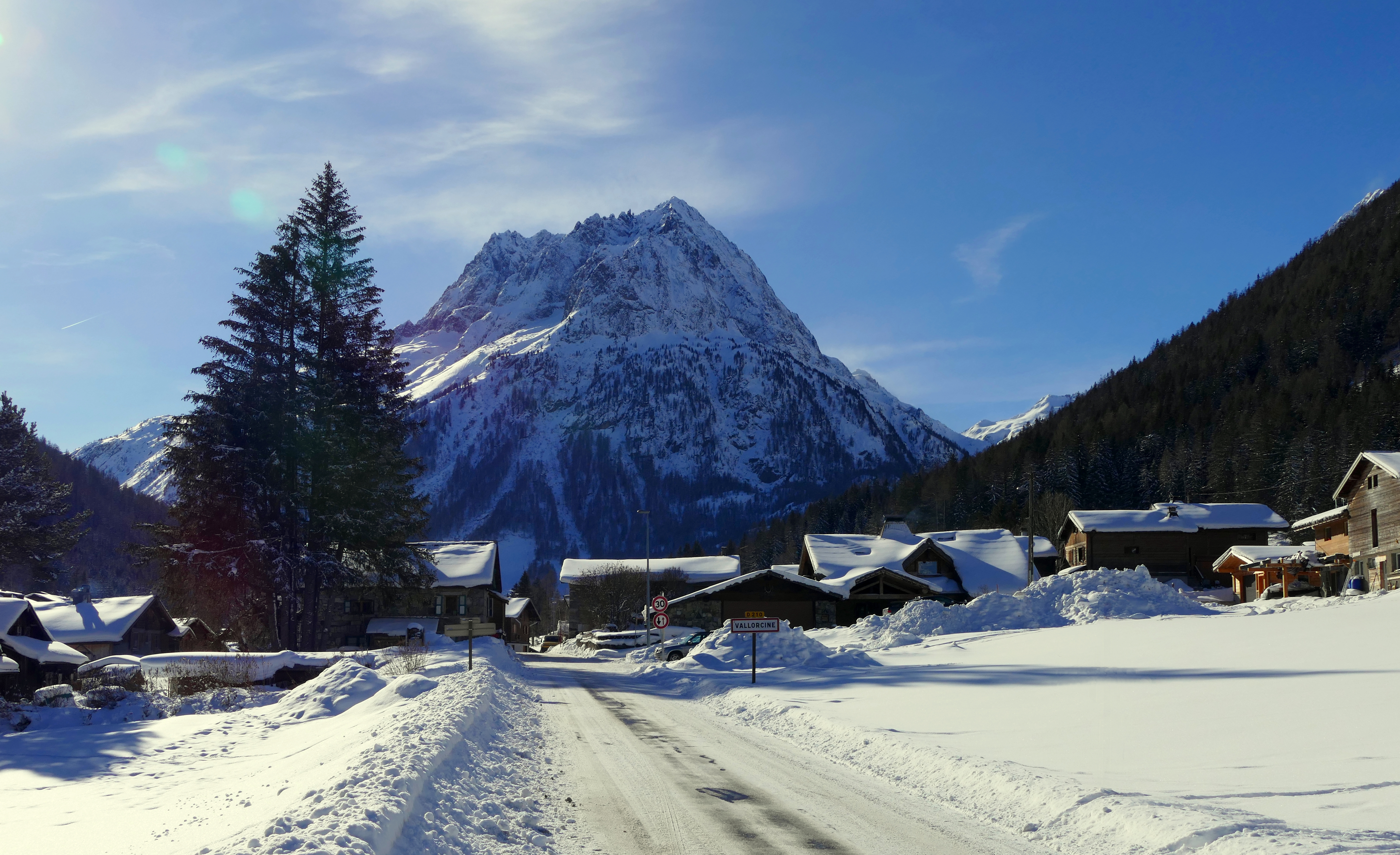
La sortie Nord du village, au fond les aiguilles de Praz.

#### Voies routières
Vallorcine est traversée par l'ancienne route nationale 506, actuellement déclassée en départementale 1506. Cette route relie la commune à Chamonix-Mont-Blanc via le col des Montets d'un côté, et à la frontière suisse de l'autre. Côté suisse, le poste de douane se trouve au lieu-dit le Châtelard-Frontière, sur les communes de Vallorcine et de Finhaut. La route se poursuit de l'autre côté de la frontière vers Martigny via le col de la Forclaz.

#### Pistes cyclables
Il existe une piste de VTT sous la télécabine de Vallorcine.

#### Transport ferroviaire
La ligne Saint-Gervais - Vallorcine dessert deux gares SNCF sur la commune : Le Buet et Vallorcine. La ligne se prolonge vers la Suisse, via le chemin de fer Martigny-Châtelard. En hiver, la ligne 18 de Chamonix Bus relie les deux gares en assurant une desserte de la commune.

### Urbanisme

#### Morphologie urbaine
Comme la plupart des petits villages savoyards, Vallorcine est formée de plusieurs hameaux qui s'étalent le long du cours du torrent : la Poya, le Buet, le Couteray, le Lay, les Mayens, le Mermy, les Montets, le Chanté, le Nant, la Courzille, les Biolles, le Morzay, les Lierres, le Plan Envers (ou Plan d'Envers), le Plan Droit, le Crot, le Sizeray, les Plans, la Villaz, le Mollard et Barberine (Barbarena en francoprovençal). Ce dernier marque la limite avec le village du Châtelard situé sur la commune Finhaut en Valais. Au total, Vallorcine s’étend sur cinq kilomètres. Son altitude varie entre 1 100 et 1 300 mètres.

#### Logement
Le parc de logement est composé de 60 % de logements individuels et 40 % de collectifs, il s'agit majoritairement de résidences secondaires (58 % en 1999).
Ces logements sont répartis en une douzaine de hameaux présentant une image contrastée, près de 40 % des constructions datent d'avant 1949.

## Urbanisme

### Typologie
Au 1er janvier 2024, Vallorcine est catégorisée commune rurale à habitat dispersé, selon la nouvelle grille communale de densité à sept niveaux définie par l'Insee en 2022.
Elle est située hors unité urbaine. Par ailleurs la commune fait partie de l'aire d'attraction de Chamonix-Mont-Blanc, dont elle est une commune de la couronne,. Cette aire, qui regroupe 4 communes, est catégorisée dans les aires de moins de 50 000 habitants,.

### Occupation des sols
L'occupation des sols de la commune, telle qu'elle ressort de la base de données européenne d’occupation biophysique des sols Corine Land Cover (CLC), est marquée par l'importance des forêts et milieux semi-naturels (94,5 % en 2018), une proportion identique à celle de 1990 (94,5 %). La répartition détaillée en 2018 est la suivante : 
espaces ouverts, sans ou avec peu de végétation (55,9 %), milieux à végétation arbustive et/ou herbacée (26,6 %), forêts (12 %), prairies (2,6 %), zones agricoles hétérogènes (1,5 %), zones urbanisées (1,4 %).
L'IGN met par ailleurs à disposition un outil en ligne permettant de comparer l’évolution dans le temps de l’occupation des sols de la commune (ou de territoires à des échelles différentes). Plusieurs époques sont accessibles sous forme de cartes ou photos aériennes : la carte de Cassini (XVIIIe siècle), la carte d'état-major (1820-1866) et la période actuelle (1950 à aujourd'hui).

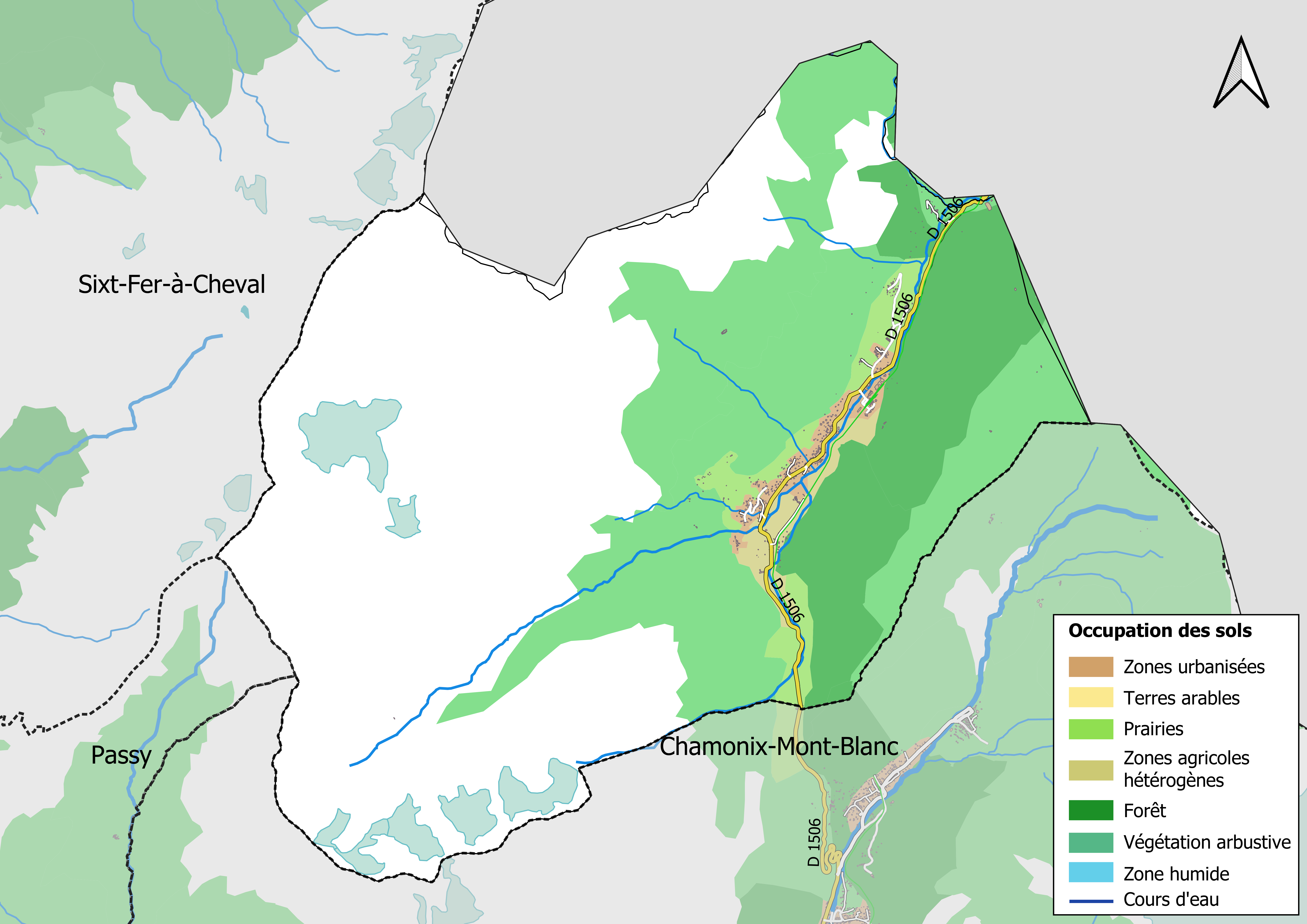
Carte des infrastructures et de l'occupation des sols en 2018 (CLC) de la commune.
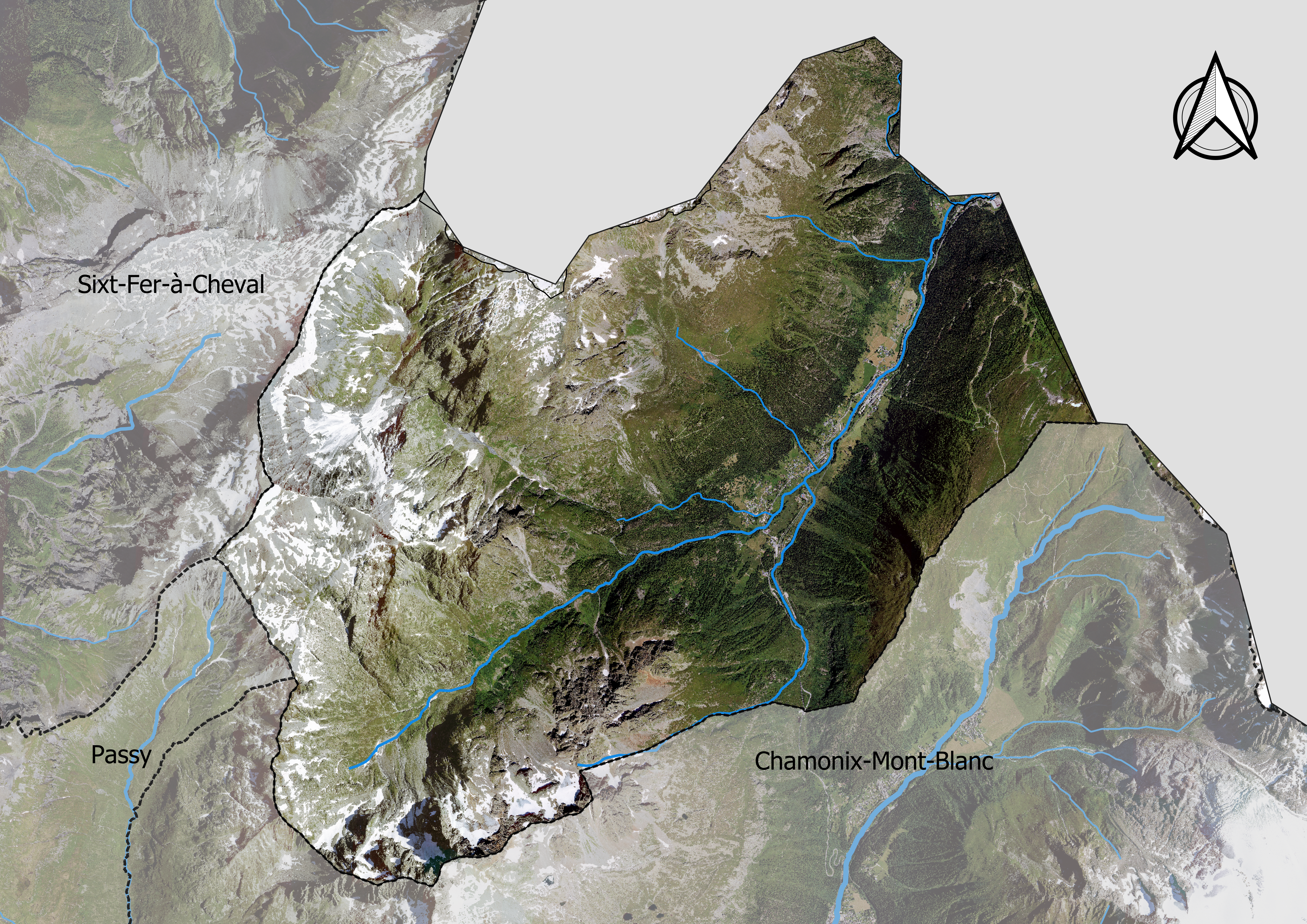
Carte orthophotogrammétrique de la commune.

## Toponymie

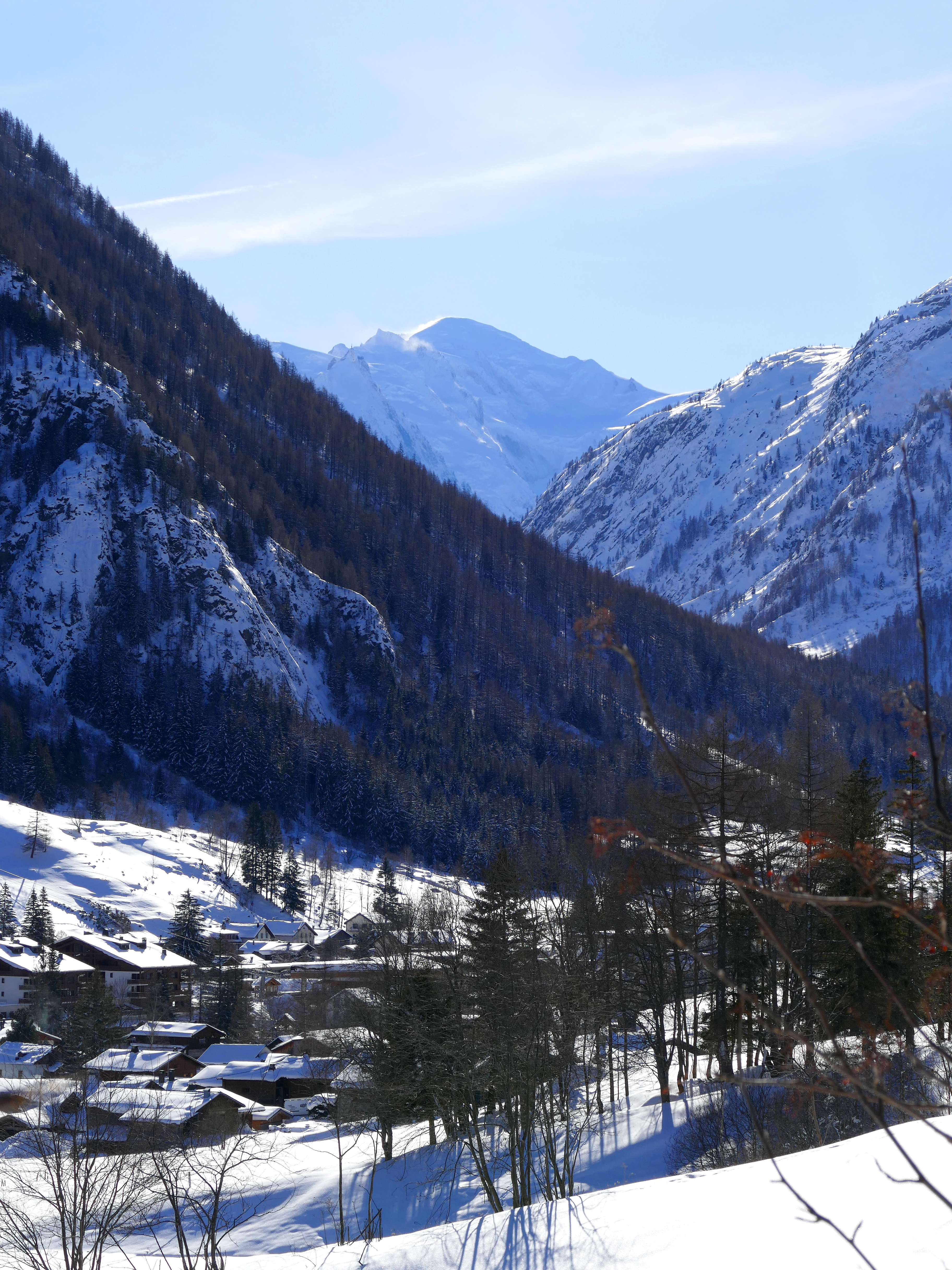
Vue des hauteurs de Vallorcine vers le Sud, au loin, le Mont Blanc.

Le nom de Vallorcine provient de la présence passée d'ours dans cette partie de la vallée (du latin vallis ursina, vallée des Ours).
Traditionnellement, la commune est partagée en deux communautés linguistiques : le francoprovençal (langue romane) et le parler alémanique (langue germanique) utilisé par les Walsers de Vallorcine.
En francoprovençal, le nom de la commune s'écrit Valorsnà, selon la graphie de Conflans.
En parler walser (alémanique), mais aussi en allemand, la commune est nommée Bärental.

## Histoire
Vallorcine a été colonisée au XIIIe siècle par des Walsers, germanophones venus du Haut-Valais.
Pendant des décennies, les Vallorcins vont principalement vivre de l'activité agro-pastorale (quelques cultures et potagers en fond de vallée, élevage avec utilisation des alpages en été) ainsi que du travail de la vigne à Martigny, dans la vallée du Rhône au climat plus chaud et ensoleillé, où plusieurs familles sont propriétaires de lopins de vigne). Les forêts des versants fournissent le gros des matériaux de construction : épicés pour les charpentes, mélèzes pour les toitures (ancelles) et le mobilier.
Enclavée, Vallorcine est principalement reliée au monde extérieur par le chemin muletier venant de Martigny, longeant les gorges de Trient et remontant ensuite le col de la Forclaz.
En septembre 1792, la Savoie est envahie par les armées révolutionnaires et rattachée à la France (jusqu'en 1814). Après le court épisode des cent Jours, elle redevient une province du royaume de Piémont-Sardaigne jusqu'en 1860.
Les premiers touristes arrivent avec la naissance de l'alpinisme. Quelques savants genevois (Bourrit et de Saussure) s'intéressent au mont Buet, dont le sommet est plus facilement accessible que celui du mont Blanc.
Le premier hôtel n'est construit qu'en 1852 à Barberine.,
Lors des débats sur l'avenir du duché de Savoie, en 1860, la population est sensible à l'idée d'une union de la partie nord du duché à la Suisse. Une pétition circule dans cette partie du pays (Chablais, Faucigny, Nord du Genevois) et réunit plus de 13 600 signatures, dont 150 pour la commune,. Le duché est réuni à la suite d'un plébiscite organisé les 22 et 23 avril 1860 où 99,8 % des Savoyards répondent « oui » à la question « La Savoie veut-elle être réunie à la France ? ».
Au lendemain de l'Annexion de 1860, une route carrossable est construite, passant par le col des Montets, et reliant Vallorcine à la vallée de l'Arve, et donc à la France (auparavant, la plus grande partie du trafic du Valais vers Chamonix passait par le col de Balme).
En 1893, la décision est prise de relier Le Fayet à Chamonix et Vallorcine par une ligne de chemin de fer. Le 1er juillet 1908, le rail atteint enfin Vallorcine (voir ligne Saint-Gervais - Vallorcine), opérant ainsi la jonction avec le Martigny-Châtelard ouvert entre le Châtelard et Vallorcine à la même date.
Le chemin de fer amène un important afflux de touristes, permettant l'ouverture de nouveaux hôtels. À l'époque, compte tenu des conditions climatiques, le chemin de fer ne circulait que du 1er mai au 2 novembre. Il fallut attendre 1935 pour voir le train circuler en hiver (sauf en cas d'avalanche).

## Politique et administration

### Situation administrative
Anciennement rattachée au syndicat mixte du Pays du Mont-Blanc (regroupant initialement 14 communes), Vallorcine s'est associée avec Chamonix-Mont-Blanc, Les Houches et Servoz pour former, en 2009, la communauté de communes de la vallée de Chamonix Mont-Blanc.
Depuis le redécoupage cantonal de 2014, la commune est intégrée au canton du Mont-Blanc, avec Chamonix-Mont-Blanc, Les Contamines-Montjoie, Servoz, Passy, Saint-Gervais-les-Bains, et Les Houches. Le bureau centralisateur se trouve à Passy. Avant ce redécoupage, elle appartenait au canton de Chamonix-Mont-Blanc.
Vallorcine relève de l'arrondissement de Bonneville et de la sixième circonscription de la Haute-Savoie (créée en 2009).

### Politique environnementale
Vallorcine se trouve au pied de la réserve naturelle du vallon de Bérard (539 hectares). Créée en 1992, celle-ci est la dernière née des neuf réserves de Haute-Savoie. Elle complète la réserve naturelle nationale des Aiguilles Rouges.

### Résultats des élections
À l'issue de l'élection présidentielle de 2017, le candidat de la France Insoumise, Jean-Luc Mélenchon, est arrivé en tête du premier tour dans la commune avec 27,34% des suffrages exprimés (76 voix); son meilleur résultat dans le département. Il devançait de 5 voix Emmanuel Macron (25,54%) et François Fillon de 20 voix (20,14%).
Le second tour s'est quant à lui soldé par la victoire par la victoire d'Emmanuel Macron (196 voix, soit 89,09% des suffrages exprimés, son deuxième meilleur résultat du second tour en Haute-Savoie, contre 24 voix et 10,91% des suffrages exprimés pour Marine Le Pen).

## Population et société
Ses habitants sont appelés les Vallorcins.

### Démographie
L'évolution du nombre d'habitants est connue à travers les recensements de la population effectués dans la commune depuis 1793. Pour les communes de moins de 10 000 habitants, une enquête de recensement portant sur toute la population est réalisée tous les cinq ans, les populations de référence des années intermédiaires étant quant à elles estimées par interpolation ou extrapolation. Pour la commune, le premier recensement exhaustif entrant dans le cadre du nouveau dispositif a été réalisé en 2008.

En 2022, la commune comptait 432 habitants, en évolution de +9,09 % par rapport à 2016 (Haute-Savoie : +6,01 %, France hors Mayotte : +2,11 %).
| 1793 | 1800 | 1806 | 1822 | 1838 | 1848 | 1858 | 1861 | 1866 |
| ---- | ---- | ---- | ---- | ---- | ---- | ---- | ---- | ---- |
| 554  | 484  | 497  | 700  | 762  | 767  | 639  | 624  | 628  |

| 1872 | 1876 | 1881 | 1886 | 1891 | 1896 | 1901 | 1906 | 1911 |
| ---- | ---- | ---- | ---- | ---- | ---- | ---- | ---- | ---- |
| 607  | 602  | 595  | 611  | 569  | 527  | 546  | 693  | 507  |

| 1921 | 1926 | 1931 | 1936 | 1946 | 1954 | 1962 | 1968 | 1975 |
| ---- | ---- | ---- | ---- | ---- | ---- | ---- | ---- | ---- |
| 436  | 468  | 443  | 395  | 394  | 349  | 271  | 314  | 283  |

| 1982 | 1990 | 1999 | 2006 | 2008 | 2013 | 2018 | 2022 | - |
| ---- | ---- | ---- | ---- | ---- | ---- | ---- | ---- | - |
| 303  | 329  | 390  | 413  | 419  | 403  | 404  | 432  | - |

### Enseignement
Vallorcine possède une école publique (dite Robert Chamel) où l'enseignement est assuré en maternelle et en primaire par deux enseignants. Celle-ci se situe au centre du village, près de la mairie et de l'office du tourisme.

### Sports
- Le ski est beaucoup pratiqué. Le domaine skiable est de dimension modeste et réservé à une clientèle de débutants, néanmoins il existe depuis 2004 une liaison par télécabine reliant le domaine de Balme, qui offre un nombre de pistes beaucoup plus intéressant.

Il est proposé au pied du télécabine des activités sportives encadrées (ski de randonnée, raquettes, freeride et dépose par hélicoptère...)
- Une patinoire a été édifiée dans le centre du village en 2009.
- La saison estivale est quant à elle marquée par le VTT de descente, qui dispose d'une piste réservée sur le parcours des télécabines.
- Nombreux chemins de randonnée avec niveaux de difficultés variables.

### Médias
- Radio locale : Radio Mont Blanc sur le 89,6 MHz
- Télévision locale : TV8 Mont-Blanc.

## Économie
L'économie de la commune est majoritairement orientée vers le tourisme de montagne, amateurs d'alpinisme et sportifs de montagne en général.

### Emploi
Selon le recensement de 1999, la commune comprend 144 salariés, travaillant majoritairement dans le secteur tertiaire, à 60 % sur le territoire de la commune.
On trouve des agents municipaux, les professions sportives et de santé ainsi que de nombreux emplois saisonniers.

### Capacité d'hébergement
On trouve deux résidences de tourisme, un hôtel et cinq gites ou chalets de montagne, disposant de capacité d'hébergement variables.

### Tourisme
Au sud de la commune se trouve également un village vacances dénommé Les Racas (Villages Vacances CCE SNCF).

## Culture locale et patrimoine

### Lieux et monuments
- La maison de Barberine : musée Vallorcin, installé dans une ancienne maison du début XVIIIe siècle, restée telle qu'à l'époque pastorale. Présentation d'objets relatifs à la vie de la vallée.
- Le chemin des diligences : sentier thématique permettant de traverser les principaux hameaux de Vallorcine.
- Le sentier de la cascade de Bérard et la grotte du faux-monnayeur : sentier thématique menant jusqu'à une grotte qui servit de cache au faux-monnayeur Farinet.
- Vallorcine est proche de la frontière suisse et du barrage d'Émosson.

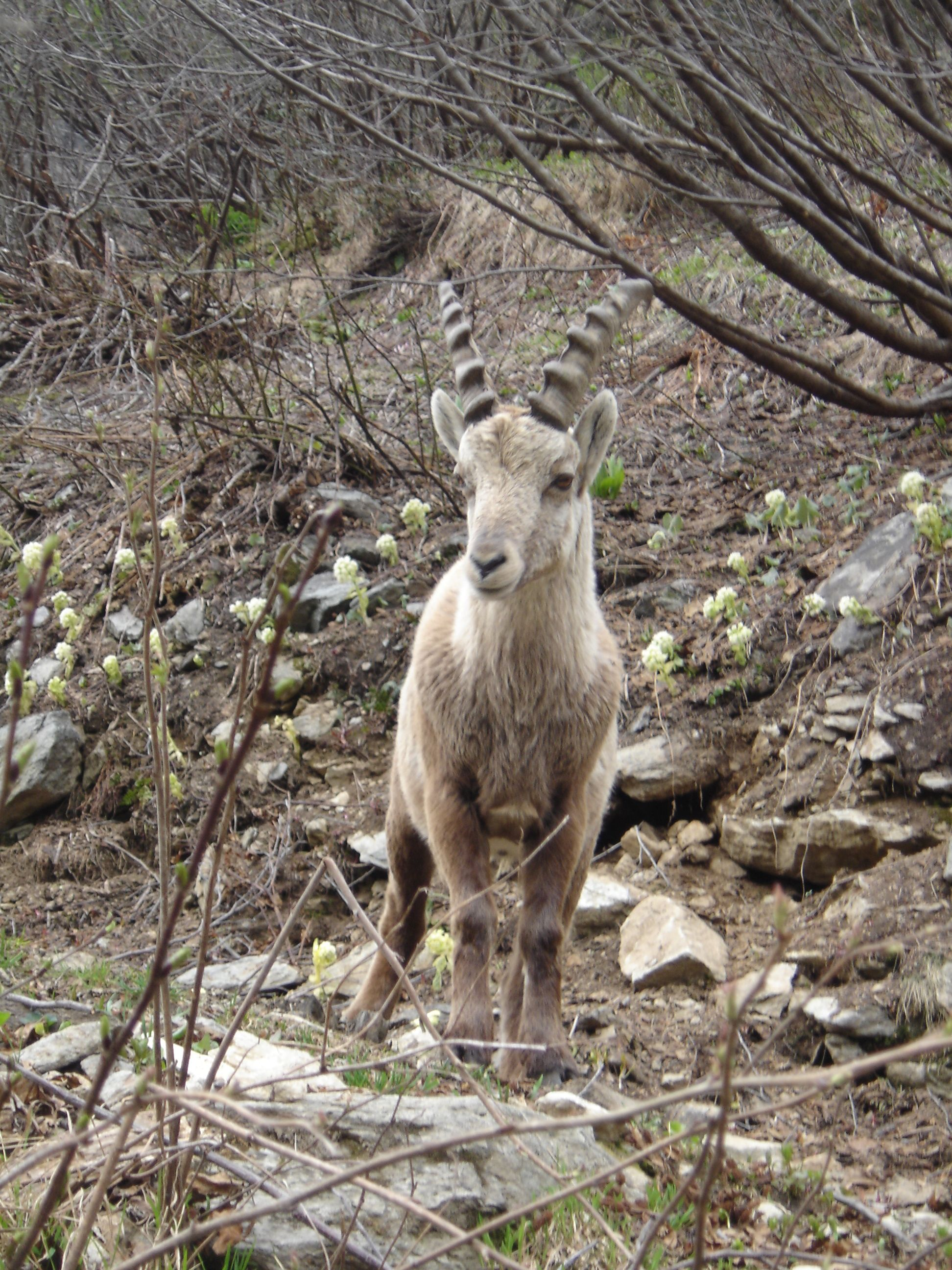
Jeune bouquetin au col des Montets.
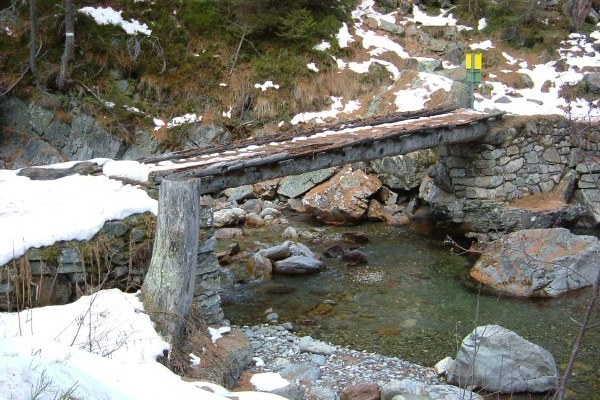
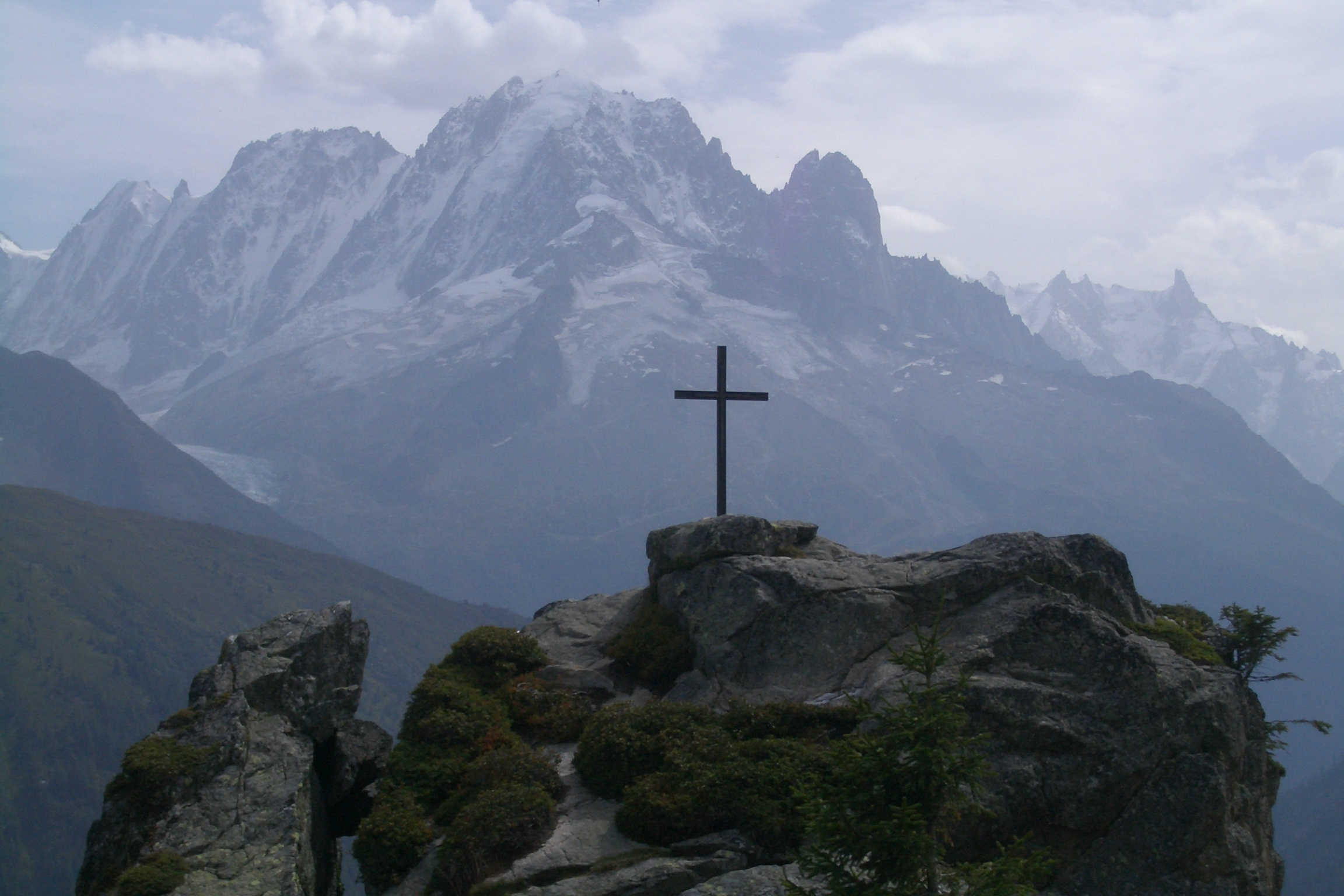
Vue de la croix de Loriaz sur les hauteurs de Vallorcine.
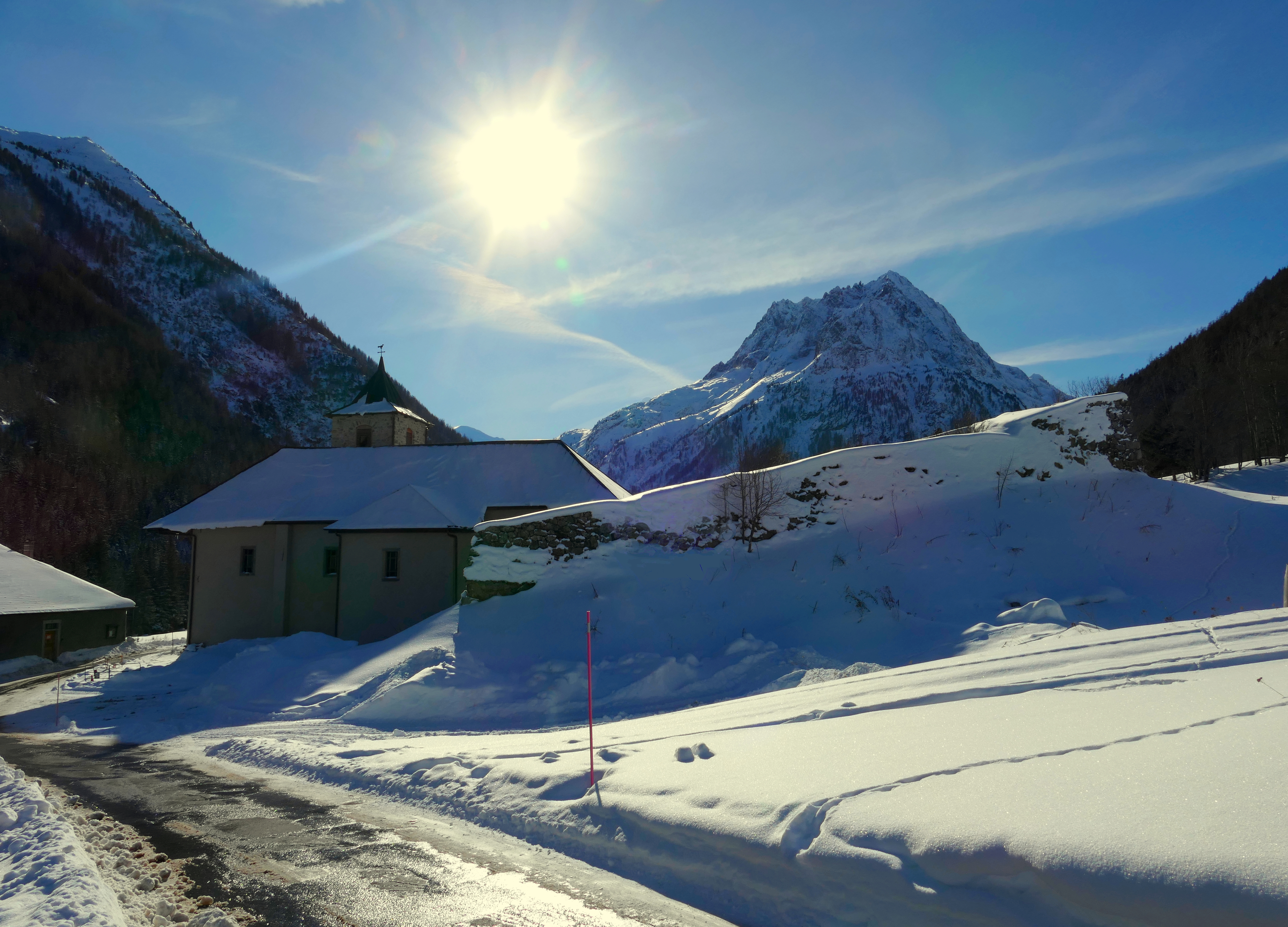
L'église avec son mur paravalanche (tourne), en 2021.

### Patrimoine culturel
- Église Notre-Dame-de-l'Assomption de Vallorcine

### Personnalités liées à la commune
- Farinet, le faux-monnayeur qui s'est établi dans la grotte au-dessus de la cascade de Bérard.
- André Devillaz, qui a reçu la médaille de chevalier du mérite agricole.
- Frédéric Ancey, qui était dans l'équipe de France de descente.
- Sacha Devillaz, champion de France de ski de fond KO Sprint.
- Meije Bidault, championne de France de slalom, super-G, géant et super-combiné en catégorie assis femmes.

### Vallorcine et le cinéma
Le film Malabar Princess a été tourné partiellement à Vallorcine, notamment les scènes à l'école.